# 大和田紗希
大和田 紗希（おおわだ さき、1990年5月16日 - ）は、日本の女優。
福岡県田川市出身。フリー。
元銀行職員。特技は殺陣、札勘。

## 人物
小学校時代、青少年野球に熱中。ファーストで四番の中心選手として活躍し、今でもバッティングセンターに通っている。
福岡県立田川高等学校を卒業後、西南学院大学へ進学。大学2年のとき、ミス・ユニバース九州大会のファイナリスト11人に選出。また、大学在学中に、地元の福岡でテレビ局のレポーターや地元企業のCMなどに出演。
大学卒業後は、生まれ故郷の田川市で銀行に就職。OL生活を送っていたが、2014年、オーディション雑誌に掲載されていた「映画『風の色』ヒロイン募集」のオーディションに応募。最終選考まで残ったが落選。これを機に本格的な女優を目指し上京。
映画「ゆずりは」への出演者を募り、鍛えるというワークショップ（講師：加門幾生監督）に参加。葬儀社を舞台としたこの映画の役作りのために、本物の葬儀社に約1年アルバイトとして勤め、そんな努力が認められて最終オーディションに合格。沢田朋子役を射止めた。
2017年、地元の田川市から「たがわ魅力向上大使」に任命され就任。田川市の観光PRビデオ「蕾　tsubomi～光咲くまち～」に主演。

## 出演

### 映画
2012年
- 『「わたし」の人生（みち） 我が命のタンゴ』OL 役

2017年
- 『散歩する侵略者』（監督：黒沢清）
- 『さくら、手のひら』（監督：今関あきよし[6]）主役

2018年
- 『ゆずりは』（監督：加門幾生）沢田朋子 役

2019年
- 『 NUNU』（監督：Yann）主演　NUNU・TOMIKO役

2021年
- 『 Prisoners of the
Ghostland』（監督：園子温）銀行員　役

2022年
- 『 劇場版「魔払」』（監督：渡邊豊）葛の葉役

2023年
- 『 短編映画「東京男女」 』主演
2025年
- 『還ら去る君へ』（監督：飯野歩）出演

### ドラマ
2017年
- NHK 土曜時代劇『忠臣蔵の恋〜四十八人目の忠臣〜』女中 役
- フジテレビ『突然ですが、明日結婚します』銀行員 役（レギュラー）
- 日本テレビ『架空OL日記』銀行員 役（レギュラー）
- NHK 土曜時代劇『アシガール』女中 役

2018年
- ゆずりはスピンオフドラマ『同窓会』（監督：加門幾生）主役：沢田朋子 役
- NHK  『太陽を愛したひと』本田看護師
- テレビ東京 『フリンジマン』キャバ嬢アオイ
- テレビ朝日 『相棒 season17』第8話「微笑みの研究」

2021年
- テレビ埼玉 ドラマ「魔払いⅡ」葛葉役

2022年
- フジテレビ系列『最高のオバハン中島ハルコ」第7話

2023年
- 千葉TV ドラマ「死神ちゃんⅡ」
- フジテレビ『うちの弁護士は手がかかる』第2話

### テレビ番組
2012年
- RKB『チャギハ!』レギュラー出演

### 舞台
2016年
- 『アマゾネス〜return of the amazons〜[7]』フェードラ 役
- 『どっかのだれか[8]』マドカ 役

2018年
- 『カメレオン・ラプソディー[9]』（作・演：えのもとぐりむ）茜 役

2019年
- 「春、揺らぐ、勿忘草」（安達×えのもとぐりむ）あけみ役

2021年
- 「花瓶の中の海」

2023年
- ミュージカル「明日の扉」主演
- 大和田企画「このコをプロデュース」プロデュース・主演
- URAZARUインスパイアシリーズ「下町のショーガール」朱實役

2024年
- 『ラフカットFINAL』776 雨宮役
- となりのパンダs 朗読劇『100年越しの初恋』
- 音楽劇『First Anthem』
- 『コーヒーが冷めないうちに』時田計役

2025年
- 『僕をみつけて』ちほ役[10]

### CM
2013年
- ほっともっと　TVCM「海鮮天丼」「チキン南蛮」

### その他
- ミス・ユニバースジャパン 2011 九州大会ファイナリスト
- 百日草花粧会[11] 着物show モデル
- 博多阪急 ウエディングブーケshow モデル
- Faco（福岡アジ アコレクション[12]）ストーンマーケット・ステージ出演
- 2017年『蕾　tsubomi〜光咲くまち〜[13][5]』福岡県田川市観光PRビデオ/たがわ魅力向上大使就任